# Recio
José Luis García del Pozo (Málaga, 11 januari 1991) - alias Recio - is een Spaans voetballer die doorgaans als middenvelder speelt. Hij stroomde in 2010 door vanuit de jeugd van Málaga CF.

## Clubcarrière
Recio komt uit de jeugdacademie van Málaga CF. Hij maakte zijn profdebuut op 11 november 2010 in de Copa del Rey tegen Hércules CF onder Manuel Pellegrini, die sinds enkele dagen de ontslagen Jesualdo Ferreira opvolgde als coach van Málaga CF. Tien dagen later vierde hij zijn competitiedebuut in de Primera División tegen Deportivo La Coruña. Op 5 december 2010 scoorde hij zijn eerste profdoelpunt, tegen Racing Santander.
Malaga verhuurde Recio op 9 januari 2013 voor zes maanden aan Granada CF. Vijf dagen later debuteerde hij voor die club, tegen Getafe CF. Tien dagen later scoorde hij zijn eerste doelpunt voor Granada CF, tegen Rayo Vallecano. Malaga verhuurde Recio gedurende het seizoen 2013-2014 opnieuw aan Granada.  Na zijn terugkeer naar Málaga tijdens seizoen 2014-2015 werd hij een zekere starter.  Daarom verlengde hij op 11 december 2014 zijn contract tot 30 juni 2018. Op 21 februari 2017 verlengde hij nogmaals zijn contract tot 30 juni 2021.  Na het einde van het seizoen 2017-2018 kon de ploeg uit Málaga haar behoud niet bewerkstelligen en werd dit laatste contract onbonden.  Dit betekende de eerste degradatie uit het hoogste Spaanse niveau en het einde bij zijn jeugdclub.
Op 31 augustus 2018 tekende hij een vierjarig contract bij CD Leganés, een andere ploeg uit de Primera División.  Het eerste seizoen 2018-2019 trad hij twaalf keer op en behaalde de ploeg een dertiende plaats.  Het tweede seizoen 2019-2020 werd hij basisspeler met eenendertig wedstrijden, maar met een achttiende plaats kon de ploeg haar degradatie niet afwenden. Dit werd zijn tweede degradatie uit het hoogste niveau.  Daarom werd hij op 4 september 2020 voor één seizoen uitgeleend aan een andere ploeg uit de Primera División, SD Eibar.. Met deze ploeg speelde hij zeventien wedstrijden op het hoogste Spaanse niveau, maar een twintigste en laatste plaats op het einde van het seizoen 2020-2021 betekende een derde degradatie voor de speler.  Tijdens het seizoen 2021-2022 keerde hij terug bij de Madrileense club.  Dit hield in dat hij voor het eerst in zijn carrière speelde op het niveau van de Segunda División, maar tijdens de eerste drie wedstrijden kwam hij niet verder dan één optreden als bankzitter.